# Heřmaň, Písek
Heřmaň là một làng thuộc huyện Písek, vùng Jihočeský, Cộng hòa Séc.